# Jerk (Lied)
Jerk (englisch für „Trottel“) ist ein Lied des US-amerikanischen Singer-Songwriters Oliver Tree. Das Stück erschien als Teil seines Debütalbums Ugly Is Beautiful und erlangte im Jahr 2022 durch Remixe der deutschen DJs Robin Schulz und Southstar größere Bekanntheit.

## Entstehung und Veröffentlichung
Geschrieben und produziert wurde das Lied vom Interpreten Oliver Tree Nickell selbst, zusammen mit den Koautoren und Koproduzenten Christopher Comstock (Marshmello) und David Pramik. Die letzteren beiden zeichneten darüber hinaus für die Programmierung verantwortlich. An den weiteren produktionstechnischen Schritten im Studio waren Jacob Dennis als Toningenieur, Mike Freesh für die Abmischung und Michelle Mancini für das Mastering beteiligt.
Die Erstveröffentlichung von Jerk erfolgte am 17. Juli 2020 als Teil von Oliver Trees Debütalbum Ugly Is Beautiful. Das Album erschien durch Atlantic Records und wurde durch Warner Music vertrieben. Verlegt wurde das Lied durch Sony/ATV Music Publishing.

## Inhalt
Der Liedtext zu Jerk ist in englischer Sprache verfasst. Der Musiktitel bedeutet ins Deutsche übersetzt „Trottel“. Die Musik und der Text wurden gemeinsam von Marshmello, David Pramik und Oliver Tree geschrieben und komponiert. Musikalisch bewegt sich das Lied im Bereich der Rockmusik, stilistisch im Bereich des Alternative Rock. Das Tempo beträgt 160 Schläge pro Minute. Die Tonart ist a-Moll. Inhaltlich handelt das Lied von einer gescheiterten Liebesbeziehung.
Aufgebaut ist das Lied auf zwei Strophen, einem Refrain und einer Bridge. Das Lied beginnt mit der ersten Strophe, an die sich direkt die zweite Strophe anschließt. Nach der zweiten Strophe setzt erstmals der Refrain ein. Nach dem ersten Refrain wiederholt sich nochmals die erste Strophe. Darauf folgt eine vierzeilige Bridge, ehe das Lied mit dem zweiten Refrain endet. Zwischen den einzelnen Abschnitten sind keine musikalischen Pausen.
| „You say you don’t want me. You call me good for nothing. Straight to my face. You say you don’t need me. You call me good for nothing. A waste of space.“ – Pre-Chorus, Originalauszug | „Du sagst, du willst mich nicht. Du bezeichnest mich als nichtsnutzig. Direkt in mein Gesicht. Du sagst, du brauchst mich nicht. Du bezeichnest mich als nichtsnutzig. Platzverschwendung.“ – Refrain, Übersetzung |

## Mitwirkende
| Liedproduktion - Christopher Comstock (Marshmello): Komponist, Liedtexter, Musikproduzent, Programmierung - Jacob Dennis: Toningenieur - Mike Freesh: Abmischung - Michelle Mancini: Mastering - David Pramik: Komponist, Liedtexter, Musikproduzent, Programmierung - Oliver Tree Nickell: Gesang, Komponist, Liedtexter, Musikproduzent | Unternehmen - Atlantic Records: Musiklabel - Sony/ATV Music Publishing: Verlag - Warner Music: Vertrieb |

## Rezensionen
Micha Wagner vom deutschsprachigen Online-Magazin Diffus ist der Meinung, dass Jerk nach einer Mischung aus Grunge und modernem Trap klinge.

## Coverversion von Southstar

### Entstehung und Veröffentlichung
Am 9. Mai 2022 veröffentlichte der Berliner House-DJ Southstar einen selbst produzierten Remix von Jerk. Dieser erschien unter Eigenregie als Einzeltrack zum Download und Streaming. Am 30. Juli 2022 wurde das Lied infolge der durch TikTok ausgelösten steigenden Popularität durch das Musiklabel B1 Recordings erneut veröffentlicht, nachdem Southstar dort unter Vertrag genommen wurde; der Vertrieb erfolgte durch Sony Music. Am 12. Oktober 2022 erschien eine sogenannte „Speed Up Version“, die ebenfalls als Einzeltrack zum Download und Streaming veröffentlicht wurde. Das Lied wurde unter anderem durch den österreichischen Hip-Hop-Musiker Yung Hurn beworben, der das Lied in einer Instagram-Story teilte.

### Inhalt
Der Musiktitel „Miss You“ bedeutet ins Deutsche übersetzt „Vermisse dich“. Im Vergleich zum Original wurden keine inhaltlichen Änderungen vorgenommen, lediglich die Zusammensetzung der Komposition wurde abgeändert. Musikalisch bewegt sich diese Version im Bereich der elektronischen Musik, stilistisch im Bereich des Houses. Der Gesang stammt vom britischen Musiker Julian Perretta. Das Tempo beträgt 145 Schläge pro Minute. Die Tonart ist fis-Moll.
Diese Version steigt mit der zweiten Strophe aus dem Original ein. Auf die Strophe folgt der Refrain, der in einer erweiterten Fassung dargeboten wird. Der gleiche Vorgang wiederholt sich einmal, womit das Lied auch endet. Auf die ersten Strophe und die Bridge aus dem Original verzichtete man in dieser Version gänzlich.

### Musikvideo
Das Musikvideo zu Miss You feierte seine Premiere am 20. August 2022 auf YouTube. Zu sehen ist ein Zusammenschnitt von diversen Home-Videoclips. Das Videomaterial wurde den Produzenten anonym zugeschickt. Am Anfang des Videos stellen Southstar und die Produzenten klar, dass sie sich von allen illegalen Handlungen während des Videos distanzieren, sie keine Haftung übernehmen und die Handlungen nicht zur Nachahmung geeignet seien. Die Gesamtlänge des Videos beträgt 3:24 Minuten. Die Produktion erfolgte durch Bipolar Berlin. Bis Oktober 2022 zählte das Musikvideo über zwei Millionen Aufrufe bei YouTube.

### Rezensionen
Diffus kürte Miss You zu „Empfehlung des Tages“. Der Rezensent Micha Wagner bezeichnete den Titel als „Techno-Banger“, der mit seinem 1990er inspirierten Sound auf dem besten Weg sei, zur „Dance-Hymne 2022“ zu werden. Es sei eine „High-Tempo-Techno-Nummer“, mit allem was dazu gehöre: „Schallende Becken, Happy Piano-Chords und natürlich eine fette Bassline nach Trance-Vorbild“.
Natalie Driever von 1 Live beschrieb das Stück als extrem „clubbige“ Nummer. Es sei ein tanzbarer „House-Banger“, der „krasse“ 1980er-Jahre-Vibes versprühe.

### Kommerzieller Erfolg

#### Chartplatzierungen
Miss You erreichte erstmals am 5. August 2022 auf Rang 88 die deutschen Singlecharts. Seine beste Chartplatzierung erreichte die Single mit Rang sechs am 21. Oktober 2022. Die Single konnte sich 37 Wochen in den Top 100 platzieren, acht davon in den Top 10. Letztmals konnte sie sich am 14. April 2023 platzieren. Darüber hinaus erreichte das Lied Rang zwei der Dancecharts, wo es sich lediglich I’m Good (Blue) (David Guetta & Bebe Rexha) geschlagen geben musste, Rang sechs der Streamingcharts, Rang 18 der Downloadcharts sowie Rang 41 der Airplaycharts. In Österreich stieg das Lied erstmals am 23. August 2022 in die Charts und erreichte seine Höchstplatzierung am 25. Oktober 2022 mit Rang sechs. Bis zur Chartwoche vom 28. Februar 2023 konnte es sich 18 Wochen in den Charts halten, drei davon in den Top 10. In der Schweiz stieg Miss You am 11. September 2022 in die Charts ein und erreichte mit Platz elf am 23. Oktober 2022 seine beste Platzierung. Die Single platzierte sich 21 Wochen in den Top 100, letztmals am 19. Februar 2023. Im Vereinigten Königreich stieg Miss You am 14. Oktober 2023 in die Charts und erreichte in der Folgewoche mit Rang 23 seine beste Platzierung. Das Lied konnte sich neun Wochen in den Charts platzieren, zum letzten Mal in der Chartwoche vom 6. Januar 2023. 2022 belegte das Lied Rang 48 der deutschen Single-Jahrescharts. Im Folgejahr belegte es Rang 88 der Single-Jahrescharts.
Für Southstar ist dies der erste Charterfolg in allen vier Ländern.
| ChartsChartplatzierungen     | Höchstplatzierung | Wochen |
| ---------------------------- | ----------------- | ------ |
| Deutschland (GfK)            | 6 (37 Wo.)        | 37     |
| Österreich (Ö3)              | 6 (18 Wo.)        | 18     |
| Schweiz (IFPI)               | 11 (21 Wo.)       | 21     |
| Vereinigtes Königreich (OCC) | 23 (9 Wo.)        | 9      |

| ChartsJahrescharts (2022) | Platzierung |
| ------------------------- | ----------- |
| Deutschland (GfK)         | 48          |

| ChartsJahrescharts (2023) | Platzierung |
| ------------------------- | ----------- |
| Deutschland (GfK)         | 88          |

#### Auszeichnungen für Musikverkäufe
Im November 2022 wurde das Lied in Deutschland mit einer Goldenen Schallplatte ausgezeichnet. Im Januar bzw. März 2023 folgte eine Platin-Schallplatte in der Schweiz und Österreich.
| Land/Region                  | Auszeichnungen für Musikverkäufe (Land/Region, Auszeichnung, Verkäufe) | Verkäufe |
| ---------------------------- | ---------------------------------------------------------------------- | -------- |
| Deutschland (BVMI)           | Gold                                                                   | 200.000  |
| Österreich (IFPI)            | Platin                                                                 | 30.000   |
| Polen (ZPAV)                 | Gold                                                                   | 25.000   |
| Schweiz (IFPI)               | Platin                                                                 | 20.000   |
| Vereinigtes Königreich (BPI) | Silber                                                                 | 200.000  |
| Insgesamt                    | 1× Silber · 2× Gold · 2× Platin ·                                      | 475.000  |

## Coverversion von Robin Schulz und Oliver Tree

### Entstehung und Veröffentlichung
Am 5. August 2022 erschien ein Remix des Osnabrücker DJ Robin Schulz, der jedoch in Zusammenarbeit mit Oliver Tree veröffentlicht wurde. Wie der Remix von Southstar, erschien dieser auch unter dem Titel Miss You. Dieser Remix erschien zunächst als Einzeltrack zum Download und Streaming durch Atlantic Records, der Vertrieb erfolgte durch Warner Music. In den folgenden Monaten erschienen diverse weitere Remixe und Ausführungen hiervon. Auf dem Frontcover der Single ist – neben dem Liedtitel – Oliver Tree zu sehen. Es zeigt ihn mit dem Rücken zum Betrachter auf einem Barhocker sitzend, mit einem Strauß Luftballons in der linken Hand, vor dem Hintergrund einer brennenden Bühne. Es handelt sich dabei um das Backcover von Trees Debütalbum Ugly Is Beautiful. Am 29. September 2023 erschien das Lied als Teil von Oliver Trees drittem Studioalbum Alone in a Crowd, dessen erste Singleauskopplung es ist.

### Plagiatsvorwürfe
Nach der Veröffentlichung des Schulz-Remixes beklagte Southstar, dass dieser „eins zu eins“ von seinem Remix geklaut sei. Southstar reagierte umgehend nach der Veröffentlichung und machte den „vermeintlichen Ideen-Klau“ öffentlich. Robin Schulz’ Manager Stefan Dabruck verfasste daraufhin eine Stellungnahme auf Instagram, die auch von Schulz geteilt wurde, der sich selbst jedoch nicht dazu äußerte. Darin hieß es: „Seit über 20 Jahren navigieren wir fair und mit großem Respekt vor allem Künstler*innen und deren kreative Arbeit. Manchmal überrascht mich die Kühnheit von anderen Artists, Rechte und Werke bewusst zu missachten und daraus Kapital zu schlagen. Die Irritationen zu Miss You waren erwünscht und von mir beschlossen. Das habe ich über Robins Kopf hinweg entschieden … Robin hat bis letzten Freitag auf einen gemeinsamen Remix gehofft.“
Southstar widersprach dieser Darstellung. Seine Version sei bereits am 9. Mai 2022 erschienen, danach habe er bei Sony Music unterschrieben, woraufhin die Rechte an dem Stück geklärt worden seien. Am 30. Juli 2022 sei eine Wiederveröffentlichung des Remixes bei den Online-Musikdiensten erfolgt. Darüber hinaus sprach er sich von einer geplanten Zusammenarbeit frei: „Bevor Robin Schulz und sein Team den Song herausgebracht haben, wurde ich nie für eine Kollaboration kontaktiert.“ Einige Musiker und Musikerinnen wie Bausa, Paula Hartmann, Yung Hurn, Prinz Pi oder auch Symba solidarisierten sich mit Southstar und forderten ihre Fans auf, seine Version und nicht die von Schulz zu streamen. Der Deutschrapper Ahzumjot kommentierte darüber hinaus: „Bro, das ist keine Kunst. Denk dir selbst was aus.“ Dabruck deaktivierte die Kommentarfunktion zu seinem Beitrag; Schulz ließ diese offen, worauf viele negative Kommentare an ihn gerichtet wurden und ein Shitstorm entstand.
Der ehemalige VIVA-VJ Jan Köppen äußerte sich auch dazu und kommentierte unter anderem, dass der Wert von und die Wertschätzung für Musik gefühlt seit Jahren immer weniger existieren würden. Es würden Remixe und Coverversionen auf den sozialen Netzwerken kursieren, ohne dass man wisse, von wem die Originale seien, und ohne dass die Künstler daran partizipieren könnten. Dass ein weltweit „sehr erfolgreicher“ DJ einen Titel von einem unbekannteren Künstler offensichtlich „fast komplett“ klaue, sei einfach „traurig und beschissen“. Schulz müsse wissen, wie es sei, klein anzufangen.
In einem Artikel des RND Redaktionsnetzwerk Deutschland wird die unter dem Namen Robin Schulz veröffentlichte Version als mögliche Retourkutsche von Warner eingeordnet, nachdem Southstar seine Version zunächst ohne die nötigen Rechte am Originalsong veröffentlicht hatte.

### Rezensionen
Das Nachrichtenportal Watson ist der Meinung, dass die Karriere von Schulz hiermit einen „ordentlichen Knacks“ bekommen würde. Zwar sei das „Remixen“ ein Mittel, das im Musikgenre mittlerweile „Gang und Gäbe“ sei, ein Lied allerdings gänzlich zu klauen und unter dem eigenen Künstlernamen zu veröffentlichen, gelte „zu Recht“ weiterhin als komplettes „No-Go“ – vor allem für einen Musiker, der es bereits geschafft und seinen Durchbruch gefeiert habe. Watson sah unter anderem Parallelen, weil beide Remixe den gleichen Titel tragen, dieselbe Länge haben und „haargenau gleich“ klingen würden. Lediglich die Abmischung und einzelne Elemente aus dem Beat scheinen ausgetauscht worden zu sein.

### Kommerzieller Erfolg

#### Chartplatzierungen
Miss You verfehlte zunächst den Einstieg in die deutschen Singlecharts, konnte sich jedoch in der Chartwoche vom 14. Oktober 2022 auf Rang 14 der Single-Trend-Charts platzieren. Die Single platzierte sich 28 Wochen in den Top 100, letztmals am 28. April 2023. Am 21. Oktober 2022 debütierte das Lied schließlich auf Rang 34 in den Singlecharts und erreichte am 11. November 2022 Rang zwölf. In den Dancecharts erreichte es Rang drei und musste sich lediglich acht Wochen in Folge der Version von Southstar und dem Spitzenreiter I’m Good (Blue) geschlagen geben. Darüber hinaus erreichte das Lied Rang 15 der Streamingcharts und Rang 69 der Downloadcharts. 2023 belegte das Lied Rang 89 der deutschen Single-Jahrescharts.
In Österreich stieg das Lied am 18. Oktober 2022 auf Rang 61 ein und erreichte fünf Wochen später mit Rang zehn seine beste Platzierung. Die Single platzierte sich 26 Wochen in den Charts, eine davon in den Top 10. In der Schweiz stieg das Lied in derselben Chartwoche auf Platz 52 ein und erreichte am 6. November 2022 mit Platz neun seine Höchstplatzierung. Es platzierte sich letztmals am 14. Mai 2023 und zählte bis dato 31 Chartwochen, drei davon in den Top 10. 2022 belegte das Lied Rang 90 der Schweizer Single-Jahrescharts. Im Folgejahr erreichte es nochmals die Jahrescharts, wo es Rang 82 belegte. In den britischen Charts debütierte Miss You am 14. Oktober 2022 auf Rang 28 und erreichte seine Bestplatzierung fünf Wochen später mit Rang drei. Es musste sich lediglich Unholy (Kim Petras & Sam Smith) und dem Nummer-eins-Hit Anti-Hero (Taylor Swift) geschlagen geben. In den britischen Dancecharts belegte Miss You die Chartspitze. 2023 belegte das Lied Rang 61 der britischen Single-Jahrescharts. In den US-amerikanischen Billboard Hot 100 stieg das Lied am 5. November 2022 auf Rang 99 ein und erreichte in der Folgewoche seine beste Platzierung mit Rang 84. Das Lied konnte sich insgesamt neun Wochen in den Top 100 platzieren. In den US-amerikanischen Dancecharts erreichte es Rang vier.
Für Schulz als Interpret avancierte Miss You je zum 25. Charthit in Deutschland und der Schweiz, zum 21. in Österreich, siebten im Vereinigten Königreich sowie zum vierten nach Waves (Robin Schulz Remix), Prayer in C (Robin Schulz Remix) und Sugar in den Vereinigten Staaten. In den Vereinigten Staaten ist es seine erste Chartplatzierung seit sechseinhalb Jahren. Zuletzt platzierte er sich mit Shed a Light am 30. April 2016 in den Charts. Im Vereinigten Königreich ist es seine erste Chartplatzierung seit fünfeinhalb Jahren. Hier platzierte er sich zuletzt mit Shed a Light am 17. März 2017 in den Charts. Es ist sein 13. Top-10-Hit in Österreich, der elfte in der Schweiz sowie sein dritter nach Waves (Robin Schulz Remix) und Prayer in C (Robin Schulz Remix) im Vereinigten Königreich, dort ist es der erste nach acht Jahren. Für Oliver Tree ist es nach Life Goes On (2021) je der zweite Charthit in Deutschland, Österreich, der Schweiz, dem Vereinigten Königreich und den Vereinigten Staaten. In Deutschland (Rang 54), Österreich (Rang 24), der Schweiz (Rang 34) und den britischen Charts (Rang 34) löste es seinen Vorgänger als bestplatzierte Single ab.
| ChartsChartplatzierungen       | Höchstplatzierung | Wochen |
| ------------------------------ | ----------------- | ------ |
| Deutschland (GfK)              | 12 (28 Wo.)       | 28     |
| Österreich (Ö3)                | 10 (26 Wo.)       | 26     |
| Schweiz (IFPI)                 | 9 (31 Wo.)        | 31     |
| Vereinigte Staaten (Billboard) | 84 (9 Wo.)        | 9      |
| Vereinigtes Königreich (OCC)   | 3 (28 Wo.)        | 28     |

| ChartsJahrescharts (2022) | Platzierung |
| ------------------------- | ----------- |
| Schweiz (IFPI)            | 90          |

| ChartsJahrescharts (2023)    | Platzierung |
| ---------------------------- | ----------- |
| Deutschland (GfK)            | 89          |
| Schweiz (IFPI)               | 82          |
| Vereinigtes Königreich (OCC) | 61          |

#### Auszeichnungen für Musikverkäufe
Im November 2022 erhielt Miss You unter anderem je eine Goldene Schallplatte in Australien und Kanada. Im Vereinigten Königreich folgte ebenfalls Gold-Status im Januar 2023. Im Februar 2023 erreichte die Single erstmals Platinstatus in Kanada. Die Single erhielt weltweit eine Goldene sowie 18 Platin-Schallplatten und verkaufte sich laut Schallplattenauszeichnungen über 2,6 Millionen Mal.
| Land/Region                  | Auszeichnungen für Musikverkäufe (Land/Region, Auszeichnung, Verkäufe) | Verkäufe  |
| ---------------------------- | ---------------------------------------------------------------------- | --------- |
| Australien (ARIA)            | 2× Platin                                                              | 140.000   |
| Dänemark (IFPI)              | Gold                                                                   | 45.000    |
| Frankreich (SNEP)            | Platin                                                                 | 200.000   |
| Italien (FIMI)               | Platin                                                                 | 100.000   |
| Kanada (MC)                  | 2× Platin                                                              | 160.000   |
| Neuseeland (RMNZ)            | Platin                                                                 | 30.000    |
| Österreich (IFPI)            | Platin                                                                 | 30.000    |
| Polen (ZPAV)                 | 4× Platin                                                              | 200.000   |
| Portugal (AFP)               | Platin                                                                 | 10.000    |
| Schweiz (IFPI)               | 2× Platin                                                              | 40.000    |
| Spanien (Promusicae)         | Platin                                                                 | 60.000    |
| Vereinigte Staaten (RIAA)    | Platin                                                                 | 1.000.000 |
| Vereinigtes Königreich (BPI) | Platin                                                                 | 600.000   |
| Insgesamt                    | 1× Gold · 18× Platin ·                                                 | 2.615.000 |

Hauptartikel: Robin Schulz/Auszeichnungen für Musikverkäufe